# Gunnar Andersson (boxare)

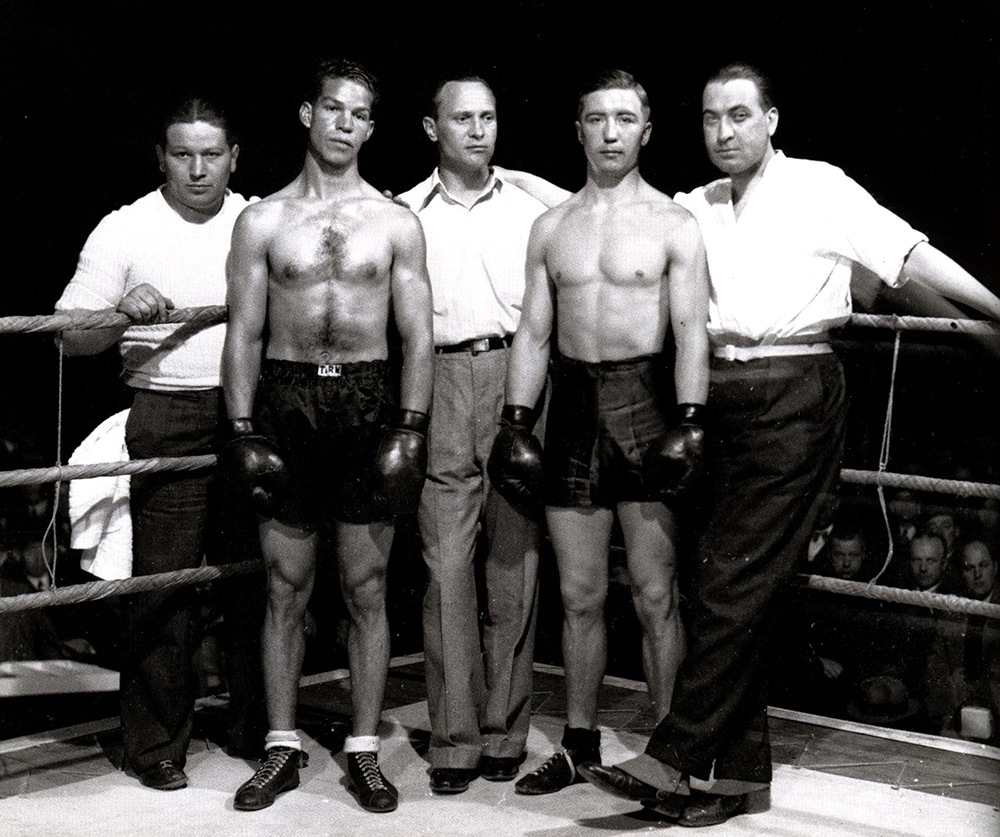
Gunnar Andersson i match den 2 mars 1934 mot tjecken František Nekolný på Lorensbergs Cirkus, Göteborg.

Gunnar Andersson, född 1908 i Masthugget, Göteborg, död 1971, var en svensk boxare och brandman. 

## Biografi
Andersson, som kallades GA, tävlade i weltervikt. Under sin karriär gjorde han 52 proffsmatcher, där 41 var vinster (23 på KO), 7 förluster och 4 oavgjorda. Han blev svensk mästare och tillhörde europaeliten i början av 1930-talet.
Gunnar Andersson var morfar till fotbollsspelaren Glenn Strömberg.